# شوجی آبه
شوجی آبه (انگلیسی: Shūji Abe; ۷ اوت ۱۹۴۹ – ۱۱ دسامبر ۲۰۲۳) تهیه‌کننده فیلم اهل ژاپن بود. وی بین سال‌های ۱۹۸۶ تا ۲۰۲۳ میلادی فعالیت می‌کرد.